# Crosnierius gracilipes
Crosnierius gracilipes is een krabbensoort uit de familie van de Xanthidae. De wetenschappelijke naam van de soort is voor het eerst geldig gepubliceerd in 2005 door Ng & Chen.